# 韋格蘭鎮區 (明尼蘇達州耶洛梅德辛縣)
韋格蘭鎮區（英語：Wergeland Township）是位於美國明尼蘇達州耶洛梅德辛縣的一個行政鎮區。

## 歷史
韋格蘭鎮區於1879年成立，得名自挪威作家、歷史學家、語言學家亨瑞克·韋格蘭。此鎮區命名為尤寧鎮區（Union Township）。

## 地方資料
韋格蘭鎮區的面積為87.68平方千米，皆為陸地。根據2020年美國人口普查的數據，當地共有人口158人，而人口密度為每平方千米1.8人。